# ناتالی (وبگاه)
ناتالی (ナタリー Natarī) یک وبگاه خبری سرگرمی ژاپنی است که در ۱ فوریه ۲۰۰۷ کارش را آغاز کرد. این وبگاه توسط ناتاشا، آی‌ان‌سی. اداره می‌شود. ناتالی اخباری را برای پورتال‌ها و شبکه‌های اجتماعی برجسته ژاپنی مانند موباگه تاون، لایودور، اکسایت و یاهو! ژاپن فراهم کرده‌است. این وبگاه همچنین در توییتر نیز موفق بوده‌است و با داشتن ۱٬۵۱۰٬۰۰۰ دنبال کننده تا فوریه ۲۰۱۷، به سومین شرکت رسانه‌ای ژاپنی با بیشترین دنبال کننده پس از ماینیچی شینبون و روزنامه آساهی تبدیل شده‌است.